# Maria-Magdalena Zaharescu
Maria-Magdalena Zaharescu (n. 20 ianuarie 1938, Cluj) este o chimistă română, membră a Academiei Române.

## Școala
Maria-Magdalena Zaharescu s-a născut la Cluj, copil unic la părinți: Titu Demian și Alexandrina (n. Pelle). Școala primară a făcut-o în orașul natal. A terminat liceul în 1954, cu Diplomă de merit. A cochetat cu arhitectura, apoi cu arheologia.
În 1959 a absolvit Facultatea de Chimie din cadrul Universității Babeș-Bolyai din Cluj-Napoca, specialitatea chimie anorganică și analitică, obținând Diploma de merit alături de alți doi colegi. Parcurge pregătirea doctorală la Institutul de Chimie din Cluj începând cu anul 1966 și obține titlul de doctor în anul 1971, cu o teză ce avea ca obiect studiul sistemului ternar SiO2-TiO2-NiO.
A participat la diverse stagii de specializare în domeniul echilibrelor termice de faze în sisteme oxidice, în Danemarca (1974 – Technology University, Lyngby), Polonia, Suedia, Franța, Marea Britanie, S.U.A. și Japonia.

## Activitatea profesională
A obținut repartizarea la Întreprinderea „Carbochim” din Cluj-Napoca, pe post de chimist. Aici începe să studieze materialele oxidice. Are ocazia, în această perioadă, să participe (1963) la o specializare la Institutul de Chimia Silicaților Leningrad. De asemenea, în perioada cât a lucrat la Carbochim, a publicat primele sale 3 lucrări de cercetare. În 1964 s-a transferat cercetător la Centrul de Chimie Anorganică al Academiei Române, transformat ulterior în Centrul de Chimie Fizică al Academiei Române (1969). În 1971 este numită la conducerea Laboratorului de "Combinații Oxidice și Știința Materialelor". După 1990, instituția se transformă în Institutul de Chimie Fizică „Ilie G. Murgulescu” al Academiei Române.
S-a ocupat de chimia fizică a sistemelor oxidice (mecanisme de reacție, echilibre termice de faze, corelație structură-proprietăți), de știința sol-gel (abordând acest domeniu pentru prima dată în România), materiale oxidice cu proprietăți magnetice și electrice speciale, respectiv sisteme vitroase cu proprietăți speciale (sticle rezistente chimic și termic sau emailuri).

## Activitatea didactică
A activat ca Profesor asociat la Catedra de Știința și Ingineria Materialelor Oxidice din cadrul Universității „Politehnica” din București (1993-1999) și la Universitatea din București (2004-2006), și a condus doctorate la Universitatea din București. în perioada 1990-2008 a condus doctoratul pentru 34 specialiști înscriși dintre care 17 doctoranzi au obținut titlul de doctor în perioada 1997-2008.

## Activitatea științifică
Este autoare a peste 440 de studii și lucrări științifice, din care 254 publicate în reviste și 130 în volumele unor conferințe naționale și internaționale. Posedă 3 brevete de invenție și are omologate 3 procese tehnologice. Este membră în diverse societăți științifice:
- Membră a Societății de Chimie din România;
- Membră a Comisiei de Materiale Noi a Academiei Române;
- Vice-președinte al Societății Române de Ceramică (CEROM);
- Membră a Asociației Române a Sticlei (AROS);
- Membră a Societății Internaționale Sol-Gel;
- Membră în American Ceramic Society-Basic Research Division.

Ca o recunoaștere a pregătirii sale profesionale, este cooptată evaluator al programelor naționale MATNANTECH, CEEX, PN1 și PN2, respectiv al unor granturi internaționale gen NSF-SUA (USA-Israel Binational Science Foundation), Czech Science Foundation (Cehia-Germania) sau Bulgarian Science Foundation.
A fost aleasă membru în colegiile de redacție a diverselor publicații: 
- Journal of Sol-Gel Science and Technology (Springer - Olanda);
- Revue Roumaine de Chimie;
- Revista de Chimie;
- Journal of Optoelectronics and Advanced Materials;
- Revista Română de Materiale;
- Analele Universității din București.

De asemenea, a fost aleasă în Comitetele de organizare și Comitetele științifice a numeroase Conferințe precum și în conducerea a numeroase de echipe de proiect.

## Distincții și titluri
- Membru corespondent al Academiei Române (29 noiembrie 2001)[7];
- Membru titular al Academiei Române (5 iunie 2015)[8][9][10];
- Ordinul Național "Steaua României" în grad de Cavaler, 1 decembrie 2017[11][12];
- Ordinul „Meritul Științific”, clasa a III-a (1984);
- Diploma de Onoare și Medalia “Gheorghe Spacu” ale Societății de Chimie din România (2007);
- Premiul „Gheorghe Spacu” al Academiei Române (1971);
- Premiul III pentru Cercetare al Ministerului Învățământului (1967).

## Cărți, lucrări
- 1D Oxide Nanostructures Obtained by Sol-Gel and Hydrothermal Methods, împreună cu Cristina Anastasescu, Susana Mihaiu și Silviu Preda, Springer, ISBN 9783319329864, 6 sep 2016
- Advanced SnO2-Based Ceramics: Synthesis, Structure, Properties, împreună cu Maria Susana Mihaiu, Oana Scarlat și Ștefania Zuca, în "Advances in Ceramics - Synthesis and Characterization, Processing and Specific Applications", de Costas Sikalidis, ISBN 978-953-307-505-1, 9 august 2011.
- Structure and dielectric properties of HfO2 films prepared by sol-gel route.
- Thermal and Structural Characterization of the Vitreous Samples in the SiO2 – PbO – Na2O System, împreună cu Oana Cătălina Mocioiu, Georgeta Jitianu, în APTEFF, 37, 1-192 (2006), și numeroase alte lucrări.[10]